# Jacques-Augustin Leyris
Augustin-Jacques Leyris, né le 19 mars 1762 à Alais (actuelle ville d'Alès), mort le 23 avril 1840 à Paris dans l'ancien 2e arrondissement, est un homme politique de la Révolution française.

## Biographie
En septembre 1791, Augustin-Jacques Leyris, alors vice-président du district d'Alès, est élu député du département du Gard, le septième sur huit, à l'Assemblée nationale législative. Il siège à la gauche de l'hémicycle. En février 1792, il vote en faveur de la mise en accusation de Bertrand de Molleville, le ministre de la Marine. En avril, il vote pour que les soldats du régiment de Châteauvieux, qui s'étaient mutinés lors de l'affaire de Nancy, soient admis aux honneurs de la séance. En août enfin, il vote en faveur de la mise en accusation du marquis de Lafayette.
La monarchie française s'effondre à l'issue de l'insurrection du 10 août. En septembre 1792, Leyris est réélu député du Gard, le premier sur huit, à la Convention nationale. Il siège sur les bancs de la Montagne. Lors du procès de Louis XVI, il vote la mort et rejette l'appel au peuple et le sursis à l'exécution. En avril 1793, il vote contre la mise en accusation de Jean-Paul Marat en qui il voit « une victime livrée à l'aristocratie, à la malveillance, à Dumouriez ». Il ne prend pas part au scrutin sur le rétablissement de la Commission des Douze au mois de mai. Il est en effet envoyé en mission auprès de l'armée des Pyrénées-Orientales, aux côtés de Bonnet, de Fabre et de Projean. Il est rappelé en septembre 1793.

## Mandats
- Député du Gard (1791-1799)